# 阿泽廖
阿泽廖（意大利语：Azeglio），是意大利皮埃蒙特大区都靈廣域市的一个市镇。人口1375(2010年12月31日)。